# Tipula (Lunatipula) bicornis
Tipula (Lunatipula) bicornis is een tweevleugelige uit de familie langpootmuggen (Tipulidae). De soort komt voor in het Nearctisch gebied.